# キューバ・ラジオ・テレビ協会
キューバ・ラジオ・テレビ協会（スペイン語：Instituto Cubano de Radio y Televisión, 英語：Cuban Institute of Radio and Television ）とは、キューバ共和国の国営放送局である。
キューバでは1959年の革命成立とその後の社会主義国化により、革命以前から存在する放送局を国有化する必要が生じた。このため、協会が設立されて既存放送局の運営を引き継ぎ、国営放送を行うようになった。協会設立以降に新規開局したラジオやテレビのチャンネルも有する。

## 運営チャンネル
協会では、以下の放送を運営している。

### テレビ
| - クーバビシオン（Cubavisión） - テレ・レベルデ（Tele Rebelde） - カナル・エドゥカティーボ（Canal Educativo） | - カナル・エドゥカティーボ2（Canal Educativo 2） - ムルティビシオン（Multivisión） - クーバビシオン・インテルナシオナル（Cubavisión Internacional, 国際放送） |

### ラジオ
| - ラディオ・レベルデ（Radio Rebelde） - ラディオ・プログレーソ（Radio Progreso） - ラディオ・レロフ（Radio Reloj） - ラディオ・ムシカル・ナシオナル（Radio Musical Nacional） | - ラディオ・エンシクロペディア（Radio Enciclopedia） - ラディオ・タイーノ（Radio Taíno） - アバナ・ラディオ（Habana Radio） - ラジオ・ハバナ・キューバ（Radio Habana Cuba, 国際放送） |